# F.C. Barcelona mùa giải 2013–14

## Cầu thủ

### Đội hình hiện tại
| S  | Vị trí   | Quốc tịch | Tên                         | Tuổi | EU     | Kể từ | Số trận | Bàn thắng | Kết thúc | Giá chuyển nhượng | Ghi chú                   |
| -- | -------- | --------- | --------------------------- | ---- | ------ | ----- | ------- | --------- | -------- | ----------------- | ------------------------- |
| 1  | [[\|GK]] | ESP       | V. Valdés (đội phó thứ hai) | 43   | EU     | 2002  | 501     | 0         | 2014     | Đội trẻ           |                           |
| 2  | RB       | ESP       | Montoya                     | 33   | EU     | 2011  | 36      | 2         | 2014     | Đội trẻ           |                           |
| 3  | CB       | ESP       | phúc                        | 24   | EU     | 2008  | 227     | 16        | 2015     | €5 triệu          | vốn có gốc từ đội trẻ     |
| 4  | CM       | ESP       | Fàbregas                    | 37   | EU     | 2011  | 96      | 29        | 2016     | €34 triệu         | vốn có gốc từ đội trẻ     |
| 5  | CB       | ESP       | Puyol (đội trưởng)          | 46   | EU     | 1999  | 581     | 16        | 2016     | Đội trẻ           |                           |
| 6  | CM       | ESP       | Xavi (đội phó)              | 45   | EU     | 1998  | 677     | 80        | 2016     | Đội trẻ           |                           |
| 7  | [[\|FW]] | ESP       | Pedro                       | 37   | EU     | 2008  | 214     | 68        | 2016     | Đội trẻ           |                           |
| 8  | CM       | ESP       | A. Iniesta (đội phó thứ ba) | 40   | EU     | 2002  | 455     | 47        | 2015     | Đội trẻ           |                           |
| 9  | [[\|FW]] | CHI       | Alexis                      | 36   | Non-EU | 2011  | 87      | 26        | 2016     | €26 triệu         |                           |
| 10 | [[\|FW]] | ARG       | Messi (đội phó thứ tư)      | 37   | EU     | 2004  | 379     | 313       | 2018     | Đội trẻ           | Quốc tịch thứ hai: TBN    |
| 11 | [[\|FW]] | BRA       | Neymar                      | 33   | Non-EU | 2013  | 0       | 0         | 2018     | €57 triệu         |                           |
| 12 | CM       | MEX       | Jonathan                    | 34   | EU     | 2009  | 25      | 0         | 2014     | Đội trẻ           |                           |
| 13 | [[\|GK]] | ESP       | Pinto                       | 49   | EU     | 2008  | 64      | 0         | 2014     | €0.5 triệu        |                           |
| 14 | CB       | ARG       | Mascherano                  | 40   | EU     | 2010  | 138     | 0         | 2016     | €22 triệu         | Quốc tịch thứ hai: Italia |
| 15 | CB       | ESP       | Bartra                      | 34   | EU     | 2010  | 24      | 1         | 2015     | Đội trẻ           |                           |
| 16 | CM       | ESP       | Sergio eu=y                 | 36   | 2008   | 236   | 8       | 2018      | Đội trẻ  |                   |                           |
| 17 | CM       | CMR       | A. Song                     | 37   | EU     | 2012  | 34      | 1         | 2017     | €19 triệu         | Quốc tịch thứ hai: Pháp   |
| 18 | LB       | ESP       | Jordi Alba                  | 35   | EU     | 2012  | 44      | 5         | 2017     | €14 triệu         | vốn có gốc từ đội trẻ     |
| 19 | [[\|FW]] | NED       | Afellay                     | 38   | EU     | 2011  | 34      | 2         | 2015     | €3M               | Quốc tịch thứ hai: Maroc  |
| 20 | [[\|FW]] | ESP       | Tello                       | 33   | EU     | 2011  | 56      | 15        | 2016     | Đội trẻ           |                           |
| 21 | LB       | BRA       | Adriano                     | 40   | EU     | 2010  | 105     | 10        | 2017     | €9.5 triệu        | Quốc tịch thứ hai: TBN    |
| 22 | RB       | BRA       | Dani Alves                  | 41   | EU     | 2008  | 255     | 16        | 2015     | €3 triệu          | Quốc tịch thứ hai: TBN    |
| 23 | [[\|FW]] | ESP       | I. Cuenca                   | 33   | EU     | 2012  | 30      | 4         | 2015     | Đội trẻ           |                           |
| 24 | CM       | ESP       | S. Roberto                  | 33   | EU     | 2010  | 12      | 2         | 2015     | Đội trẻ           |                           |
| 25 | [[\|GK]] | ESP       | Oier                        | 35   | EU     | 2008  | 2       | 0         | 2015     | Đội trẻ           |                           |

- Cập nhật lần cuối: 18 tháng 7 năm 2013
- Nguồn: FCBarcelona.com, Players in / out, Wikipedia players' articles, ESPN (for appearances and goals) and footballdatabase.com (for EU passport)

### Gia nhập
| Số | Vị trí | Quốc tịch | Tên             | Tuổi | EU     | Chuyển đến từ | Dưới dạng         | Thời điểm | Thời hạn | Phí chuyển nhượng | TK              |
| -- | ------ | --------- | --------------- | ---- | ------ | ------------- | ----------------- | --------- | -------- | ----------------- | --------------- |
| 11 | TĐ     | BRA       | Neymar          | 21   | Non-EU | Santos        | Chuyển nhượng     | Mùa hè    | 2018     | €57 triệu         | FCBarcelona.com |
| 19 | TĐ     | NED       | Ibrahim Afellay | 26   | EU     | Schalke 04    | hết hợp đồng mượn | Mùa hè    | 2015     | N/A               |                 |
| 23 | TĐ     | ESP       | Isaac Cuenca    | 22   | EU     | Ajax          | hết hợp đồng mượn | Mùa hè    | 2015     | N/A               |                 |
|    | TĐ     | ESP       | Bojan Krkić     | 22   | EU     | Roma          | Chuyển nhượng     | Mùa hè    | 2015     | €13 triệu         | FCBarcelona.com |

Tổng chi tiêu:  €70 triệu

### Ra đi
| Số | Vị trí | Quốc tịch | Tên              | Tuổi | EU | Chyển đến       | Dưới dạng    | Thời điểm | Phí chuyển nhượng | TK              |
| -- | ------ | --------- | ---------------- | ---- | -- | --------------- | ------------ | --------- | ----------------- | --------------- |
| 22 | HV     | FRA       | Éric Abidal      | 33   | EU | Monaco          | Hết hợp đồng | Mùa hè    | Tự do             | FCBarcelona.com |
| 24 | HV     | ESP       | Andreu Fontàs    | 23   | EU | Celta Vigo      | Chyển nhượng | Mùa hè    | €1 triệu          | FCBarcelona.com |
| 26 | HV     | ESP       | Marc Muniesa     | 21   | EU | Stoke City      | Hết hợp đồng | Mùa hè    | Tự do             | FCBarcelona.com |
|    | TĐ     | ESP       | Bojan Krkić      | 22   | EU | Ajax            | Cho mượng    | Mùa hè    | N/A               | FCBarcelona.com |
| 7  | TĐ     | ESP       | David Villa      | 31   | EU | Atlético Madrid | Chyển nhượng | Summer    | €5 triệu          | FCBarcelona.com |
| 27 | TĐ     | ESP       | Gerard Deulofeu  | 19   | EU | Everton         | Cho mượn     | Summer    | N/A               | FCBarcelona.com |
| 11 | TV     | ESP       | Thiago Alcântara | 22   | EU | Bayern Munich   | Chyển nhượng | Mùa hè    | €25 triệu         | FCBarcelona.com |
| 30 | TV     | BRA       | Rafa Alcântara   | 20   | EU | Celta Vigo      | Cho mượn     | Mùa hè    | N/A               | FCBarcelona.com |
| 12 | TV     | MEX       | Jonathan         | 20   | EU | Real Sociedad   | Cho mượn     | Mùa hè    | N/A               |                 |
| 20 | TĐ     | NED       | Afellay          | 26   | EU | Málaga          | Cho mượn     | Mùa hè    | N/A               |                 |

Tổng thu:  €31 triệu
Lợi nhuận:  €39 triệu

## Ban huấn luyện
| Vị trí                   | Tên                     |
| ------------------------ | ----------------------- |
| Huấn luyện viên trưởng   | Gerardo Martino         |
| Trợ lý huấn luyện viên   | Jordi Roura             |
| Huấn luyện viên thủ môn  | José Ramón de la Fuente |
| Huấn luyện viên thể hình | Aureli Altimira         |
| Giám đốc thể thao        | Andoni Zubizarreta      |

## Các giải đấu

### Tổng quan
| Giải đấu            | Vòng xuất phát | Vị trí / vòng hiện tại | Vị trí cuối cùng | Trận đầu               | Trận cuối           |
| ------------------- | -------------- | ---------------------- | ---------------- | ---------------------- | ------------------- |
| Supercopa de España | Final          | —                      |                  | 21 tháng 8 năm 2013    | 28 tháng 8 năm 2013 |
| La Liga             | —              | —                      |                  | 18 tháng 8 năm 2013    | 18 tháng 5 năm 2014 |
| Copa del Rey        | Rof32          | —                      |                  | 6–8 tháng 12 năm 2013  |                     |
| UCL                 | GS             | —                      |                  | 17–18 tháng 9 năm 2013 |                     |

Lần cập nhật cuối: tháng 6 năm 2013
Nguồn: Các giải đấu

### Các trận đấu giao hữu và chuẩn bị đầu mùa giải
Thắng
      Hòa
      Thua
| 24 tháng 7 năm2013 Uli Hoeneß Cup | Bayern München           | 2 – 0    | Barcelona                   | München, Đức                                                 |  |
| 18:30 CEST                        | Lahm 14' · Mandžukić 87' | Chi tiết | Mascherano 41' · Bartra 43' | Sân vận động: Allianz Arena Trọng tài: Felix Brych (Germany) |  |

| 27 tháng 7 năm 2013 VIF Anniv. thứ 100 | Vålerenga | 0 – 7    | Barcelona                                                                          | Oslo, Na Uy                                                |  |
| 19:00 CEST                             |           | Chi tiết | Alexis 4' · Tello 6' · Messi 13' · Jonathan 42' · Dongou 52', 55' · Joan Román 86' | Sân vận động: Sân vận động Ullevaal Lượng khán giả: 25,572 |  |

| 30 tháng 7 năm 2013 Super Mecz | Lechia Gdańsk | v | Barcelona | Gdańsk, Ba Lan                 |  |
| 20:30 CEST                     |               |   |           | Sân vận động: PGE Arena Gdańsk |  |

| 2 tháng 8 năm 2013 Giải Joan Gamper | Barcelona | v | Santos | Barcelona, Tây Ban Nha |  |
| 21:30 CEST                          |           |   |        | Sân vận động: Camp Nou |  |

| 7 tháng 8 năm 2013 Asian Tour 2013 | Thái Lan | v | Barcelona | Bangkok, Thái Lan                      |  |
| 19:00 TST                          |          |   |           | Sân vận động: Sân vận động Rajamangala |  |

| 10 tháng 8 năm 2013 Asian Tour 2013 | Đội hình Malaysia XI | v | Barcelona | Kuala Lumpur, Malaysia               |  |
| 20:45 MST                           |                      |   |           | Sân vận động: Sân vận động Shah Alam |  |

### Supercopa de España
| 21 tháng 8 năm 2013 Lượt đi | Atlético Madrid | v | Barcelona | Madrid                         |  |
| 23:00                       |                 |   |           | Sân vận động: Vicente Calderón |  |

| ngày 28 tháng 8 năm 2013 Lượt về | Barcelona | v | Atlético Madrid | Barcelona              |  |
| 22:30                            |           |   |                 | Sân vận động: Camp Nou |  |